# Kukowo (jezioro)
Kukowo – jezioro w gminie Bargłów Kościelny, w powiecie augustowskim, w woj. podlaskim.
Jezioro położone jest na Pojezierzu Ełckim. Ma kształt wydłużony z północy na południe. W zachodniej części jeziora znajduje się cypel. Południowo-zachodni brzeg jest zadrzewiony. Na północ od jeziora leży wieś Kukowo, a ok. 0,5 km na południowy wschód – jezioro Reszki, połączone ciekiem wodnym. Z zachodniej części jeziora wypływa ciek wodny, prowadzący do rzeki Przepiórka.
W jeziorze występują gatunki ryb: lin, karp, okoń, płoć, sandacz, szczupak. Łowisko jeziora Kukowo jest zarządzane przez Gospodarstwo Rybackie Łomża.
Kukowo wchodzi w skład Obszaru Chronionego Krajobrazu Jeziora Rajgrodzkie. Przy wschodnim brzegu jeziora znajdują się pomniki przyrody – dwa jałowce pospolite.